# Predgornaya
Predgornaya en ruso: Предгорная es una variedad cultivar de ciruelo (Prunus domestica), de las denominadas ciruelas europeas,
una variedad de ciruela obtenida en la "Estación Experimental de Selección de Frutales y Bayas de Daguestán". Las frutas tienen un tamaño mediano, de forma redondos y uniformes, el color de la piel es marrón púrpura, jaspeada; recubrimiento ceroso ligero, y pulpa de color rosa claro, cremosa y jugosa, cuyo sabor es agridulce, agradable.

## Sinonimia
- "Предгорная",
- "Foothill",
- "Predgornaya",
- "Слива Предгорная",
- "Sliva Predgornaya".[3][5]

## Historia
'Predgornaya' es una variedad de ciruela que la obtuvo el equipo de obtentores formado por  A.S. Pokrovskaya, N.V. Gushchin, V.E. Gomorov, y A.N. Magomedov en la "Estación Experimental de Selección de Frutales y Bayas de Daguestán" mediante una polinización libre de la variedad de ciruela 'Early Blue' como "Parental Madre".
'Predgornaya' se encuentra inscrita en el "Registro Estatal" en 2006 para la región del Cáucaso Norte.

## Características
'Predgornaya' es un árbol de tamaño mediano, con copa redonda, extendida y de densidad media. Las hojas son medianas, ampliamente ovaladas, de color verde oscuro en el haz y brillantes, y de color verde claro en el envés, sin pubescencia. El pecíolo es corto, de grosor medio y desnudo.
'Predgornaya' tiene frutos de tamaño mediano, con un peso promedio de 27,0 gr, de forma redondos y uniformes; el color de la piel es marrón púrpura, jaspeada; recubrimiento ceroso ligero; sutura ventral es de profundidad media; pedúnculo es de longitud y grosor medios, presenta una profunda depresión; la pulpa es de color rosa claro, cremosa y jugosa, cuyo sabor es agridulce, agradable.
Hueso es semi adherente, se separa bien de la pulpa.
El fruto madura en la tercera decena de julio y primera decena de agosto en la región del Cáucaso. Variedad de media estación. Transportabilidad promedio.

## Usos
Una variedad de frutos cuyo principal propósito es para consumo en fresco, sin embardo sus frutos son de usos universales y fáciles de transportar

## Susceptibilidades
Alto rendimiento. 
Resistencia al invierno relativamente alta. 
Levemente afectado por la clasterosporium y la polilla de la manzana.